# Dekanat Pleszew
Dekanat Pleszew – jeden z 33 dekanatów w rzymskokatolickiej diecezji kaliskiej.

## Parafie
W skład dekanatu wchodzi 8 parafii:
- parafia Rozesłania Świętych Apostołów – Brzezie
- parafia św. Bartłomieja Apostoła – Kowalew
- parafia św. Marcina Biskupa – Kuczków
- parafia Najświętszej Maryi Panny Wniebowziętej – Lenartowice
- parafia Najświętszego Zbawiciela – Pleszew
- parafia św. Floriana – Pleszew
- parafia Ścięcia św. Jana Chrzciciela – Pleszew
- parafia Zwiastowania Pańskiego i św. Michała Archanioła – Sowina

## Sąsiednie dekanaty
Czermin, Dobrzyca, Gołuchów, Raszków, Stawiszyn